# Stanisław Mikołajczyk
Stanisław Mikołajczyk [[staˈɲiswaf mʲikɔˈwaɪ̯ʧɨk]IPA] (18. července 1901 Dorsten-Holsterhausen, Vestfálsko – 13. prosince 1966 Washington D.C., USA) byl polský politik. Působil jako předseda polské exilové vlády v čase druhé světové války a jako místopředseda poválečné vlády do té doby, než Sovětský svaz získal úplnou kontrolu nad polskou politikou.

## Život

### Mládí
Mikołajczykova rodina pocházela z Poznaně v západním Polsku, které bylo v 19. století součástí Německého císařství jako Provinz Posen. Narodil se ve Vestfálsku v západním Německu, kam jeho rodiče odešli za prací. Do rychle se rozvíjející bohaté důlní oblasti odešlo v 19. století množství Poláků označovaných jako Ruhrpolen. Do Poznaně se vrátil, když mu bylo deset let. Jako mladík pracoval v cukrovaru a působil v polských vlasteneckých organizacích. Když byla obnovena nezávislost Polska, bylo mu osmnáct. V roce 1920 vstoupil do armády a bojoval v Polsko-sovětské válce. Po zranění, která utrpěl poblíž Varšavy, byl z armády propuštěn a vrátil se na otcův statek nedaleko Poznaně.
Ve dvacátých letech se začal angažovat v Polské lidové straně „Piast“ (Polskie Stronnictwo Ludowe „Piast”) a poté, co zastával řadu funkcí v Poznaňsku, byl v roce 1929 zvolen poslancem Sejmu. V roce 1935 se stal místopředsedou výkonného výboru PSL a v roce 1937 se stal předsedou strany. Byl důsledným oponentem autoritářského režimu, který zavládl v Polsku po smrti Józefa Piłsudského v roce 1935.
Když v září 1939 Nacistické Německo provedlo invazi do Polska, Mikołajczyk sloužil jako vojín v Polské armádě a bojoval při obraně Varšavy. Po dobytí města uprchl do Maďarska, kde byl internován. Záhy uprchl do Paříže přes Jugoslávii a Itálii. Koncem listopadu Mikołajczyk dojel do Francie kde byl okamžitě vyzván, aby vstoupil do Polské exilové vlády jako náměstek předsedy Polského národního výboru. V roce 1941 se stal ministrem vnitra a náměstkem předsedy vlády Władysława Sikorského.
V dubnu 1943 Němci oznámili, že objevili hroby 22 tisíc polských důstojníků, kteří byli zavražděni v katyňském lese. Sovětská vláda oznámila, že objev hrobů je nacisty zmanipulován. Spojenci vedeni diplomatickými ohledy vysvětlení přijali, avšak Mikolajczykova vláda to odmítla a Stalin následně přerušil veškeré styky s exilovou vládou Polska. Poté, co Sikorski zahynul v červenci 1943 při havárii letadla, se Mikolajczyk stal jeho nástupcem.

### Rozpory s Churchillem a Stalinem
Spojenečtí představitelé, především Winston Churchill, se během roku 1944 snažili o obnovu rozhovorů mezi Mikołajczykem a Stalinem, které byly přerušeny z několika důvodů. Jedním z nich byl Katyňský masakr, dalším byly poválečné hranice, neboť Stalin trval na připojení polských východních území. Mikołajczyk byl také proti Stalinovým plánům ustavit v Polsku komunistickou vládu.

### Vicepremiér
Nakonec Stalin připustil vytvoření koaliční vlády v Polsku. Premiérem Prozatímní vlády národní jednoty (Tymczasowy Rząd Jedności Narodowej – TRJN) se stal socialista Edward Osóbka-Morawski, Władysław Gomułka byl jedním ze dvou náměstků předsedy vlády. Mikołajczyk se vzdal funkce předsedy polské exilové vlády a vrátil se do Polska a přijal funkci náměstka předsedy vlády a ministra zemědělství.
Mnoho Poláků v exilu bylo proti, neboť věřilo, že nová vláda je jen zástěrkou pro uchopení moci komunisty. Exilová vláda pokračovala v činnosti, ačkoli již neměla diplomatické uznání jako legální vláda v Polsku.
Mikołajczyk se zasloužil o obnovení Polské lidové strany Polskie Stronnictwo Ludowe, která se brzo stala daleko největší stranou v Polsku. Paradoxně tomu napomohla radikálně provedená pozemková reforma, která byla prosazena s podporou komunistů. Tím se vytvořila nová třída malých pozemkových vlastníků, která se stala pevnou základnou PSL. Komunisté věděli, že svobodné volby v Polsku nemohou nikdy vyhrát, a proto všemožně bránili jejich uskutečnění přesto, že se k nim Stalin na Jaltské konferenci zavázal.

## Dílo
- Der Krieg gegen die Freiheit. Aus den Memoiren von Stanislaw Mikołajczyk, ehemaligem polnischem Premierminister. Verlag Der Tagesspiegel, Berlin-Tempelhof 1948
- The Rape of Poland: Pattern of Soviet Aggression. Whittlesay House [u.a.], New York [u.a.] 1948
- The Pattern of Soviet Domination. Sampson Low, Martson & Co.,LTD., London 1948